# Tyrannochthoniella zealandica zealandica
Tyrannochthoniella zealandica zealandica es una subespecie de arácnido  del orden Pseudoscorpionida de la familia Chthoniidae.

## Distribución geográfica
Se encuentra en Nueva Zelanda.